# Jeanne-Émilie Leverd

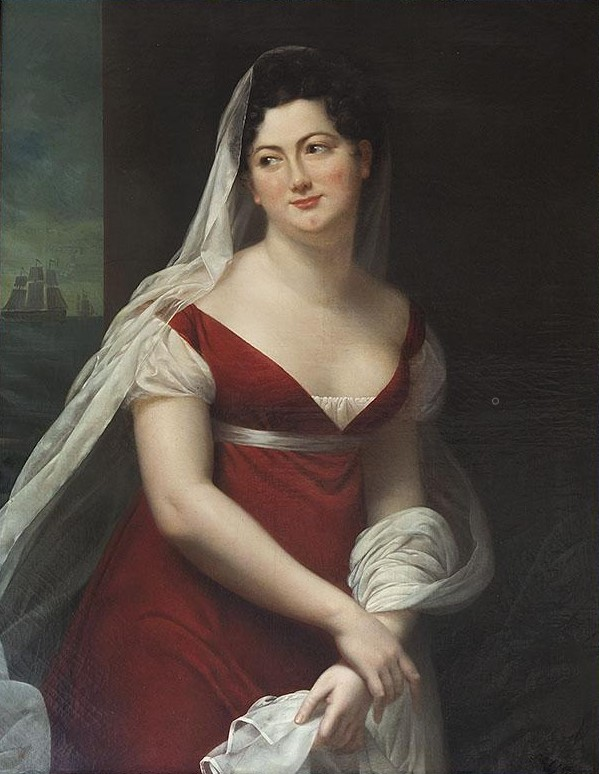
Émilie Leverd in der Rolle der Roxelane in Charles-Simon Favarts Stück Les trois sultanes

Jeanne-Émilie Leverd, bekannt als Émilie Leverd (* 14. Juli 1788 in Paris; † 16. November 1843 ebenda), war eine französische Schauspielerin.

## Leben
Leverds Familie kam aus der Provinz nach Paris, um dort ihr Glück zu suchen. Über Émilie Leverds Jugend und Ausbildung ist nichts bekannt. Sie begann als einfache Tänzerin im Corps de Ballet an der Pariser Oper, wo sie dem Schauspieler Pierre Clozel (1772–1840) auffiel. Dieser ermutigte sie, eine Karriere als Schauspielerin einzuschlagen, weshalb sie im Jahr 1804 am Théâtre Louvois debütierte. Dort sammelte sie zwei Jahre lang erste Berufserfahrungen, als sie sich plötzlich mit Clozel überwarf. Daraufhin verließ sie das Louvois und ging nach Florenz, wo sie weiter Schauspielunterricht nahm. Zurück in Paris nahm sie sich ein kleines Zimmer an der barrière de Gobelins, unweit des Place d’Italie. Im Jahr 1808 debütierte sie dann in Molières Komödie Le Misanthrope an der Comédie-Française. Ihre nächste Rolle, die Roxelane in Favarts Stück Les trois sultanes, brachte ihr den Durchbruch. Napoleon selbst verfügte ihre Aufnahme in die Société de la Comédie-Française, neben einer Gratifikation von 3000 Francs.
Als ihre Kollegin Louise Contat erkrankte und schließlich starb, nahm Leverd deren Stellung ein, was zur direkten Zusammenarbeit mit Mademoiselle Mars führte. Es folgten Querelen, die von der Presse aufgenommen wurden und schließlich auch Napoleon, der auf seinem Russlandfeldzug war, erreichte. Seiner Ansicht nach konnte kein Schauspieler in zwei Genres die Führungsperson sein, was Leverd so auslegte, dass sie selbst diese Person sei. Erst als Napoleons Kammerherr Auguste-Laurent de Rémusat eingriff und klarstellte, dass die erfahrenere Mademoiselle Mars die Führung, also die Erstbesetzung für die Rollen der stolzen Schönen und der Liebhaberinnen sei, kehrte Ruhe ein und Leverd fügte sich darin, als Zweitbesetzung zu fungieren. Dies hinderte sie jedoch nicht, trotzdem die eine oder andere Hauptrolle zu ergattern.
Im Jahr 1825 erkrankte Leverd an den Pocken, wovon sie sich jedoch wieder vollständig erholte. Es blieben allerdings einige Narben in ihrem Gesicht zurück und auch ihr Übergewicht, das sich zunehmend einstellte, trug nicht dazu bei, weiterhin in jugendlichen Hauptrollen besetzt zu werden. Also verlegte sie sich auf Mutterrollen, was ihr zwar die vergangenen Triumphe nicht zurückbrachte, ihr aber eine gute Zeit schenkte, sodass sie bis ins Jahr 1828 weiterspielte. Nach den üblichen 20 Jahren Zugehörigkeit zur Comédie hätte sie das Recht gehabt, in den Ruhestand zu gehen, jedoch großzügige Gratifikationen ließen sie bis ins Jahr 2032 weitermachen.
Zur Ruhe gesetzt, hatte sie das Bedürfnis, für die Öffentlichkeit ein respektables Haus zu führen, und erfand deshalb einen sieur Caseneuve, einen Ehemann, der einer der von ihr gespielten Komödien entsprang. Das ermöglichte ihr, ein offenes Haus zu führen und ihren Salon für Gesellschaften zu öffnen.
Am Tag ihres Todes hatte sie eine Besprechung mit ihrem Notar, von dem sie sehr erregt nach Hause zurückkehrte. Sie starb, ohne ein weiteres Wort zu sprechen, noch am selben Tag. Zu diesem Zeitpunkt hatte sie das nicht geringe Vermögen von 30000 Livre.
Leverd spielte während ihrer Bühnenkarriere in über 50 Inszenierungen Haupt- und Nebenrollen und konnte auf ein reiches Œuvre zurückblicken.